# 沙河街道 (重庆市)
沙河街道，是中华人民共和国重庆市万州区下辖的一个乡镇级行政单位。

## 行政区划
沙河街道下辖以下地区：
落凼社区、凤仙路社区、申明社区、花青路社区、沙河社区、上坪村、安乐村、万斛村、孙家村和玉城村。